# Saturnia spini
Saturnia spini este o specie de molie din familia Saturniidae. Este întâlnită în partea estică a Europei, din Austria de Est și Polonia până în România, Grecia, Turcia, Armenia, Ucraina și Kazakhstan.

## Descriere

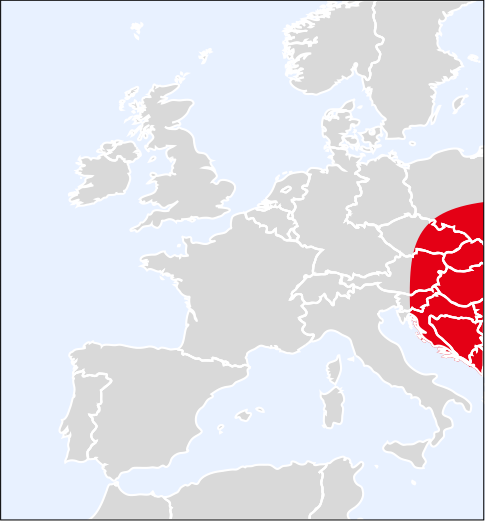
Răspândirea în Europa

Anvergura este de 55–90 mm. Adulții zboară între lunile aprilie și iunie, într-o singură generație. 
Larvele au ca principală sursă de hrană specile Prunus spinosa, Rosa, Crataegus, Ulmus, Alnus, Salix, Populus și Malus. 
Deși nu există oficial subespecii, populațiile din Ucraina și Rusia de Sud sunt considerate câteodată ca fiind o subspecie,  Saturnia spini haversoni Watson, 1911.